# Z-BEAM
Z-BEAM（ズ・ビーム）は、かつてプロダクション人力舎で活動していたお笑いコンビ。1988年結成、1992年解散。

## メンバー
- 阪田 マサノブ（さかた まさのぶ、1965年3月13日（59歳）- ）[1]
  - 本名、坂田 雅信（読み同じ）[1]。
  - 大阪府出身。身長172cm。血液型B型[1]。
  - 解散後は、たくみふぢおとのコンビ「PART TIMEガンジー」や、吉見幸洋とのコンビ「GO・JO」として、タイタンで活動。
  - 現在は、高岡事務所に所属し俳優として活動している。
- 前田 真之輔（まえだ しんのすけ、1967年5月31日（57歳）- ）[2]
  - 愛媛県出身。身長172cm。血液型A型[2]。
  - 解散後は「前田真ノ輔」と改名し、コンビ活動の傍らで1991年に旗揚げしていた劇団「PUCHI-KEKA」で活動[2]。

## 経歴
1988年、佐藤B作率いる「劇団東京ヴォードヴィルショー」在籍中だった阪田と前田によってコンビ結成。
スタイリッシュな演劇テイストのコントを披露し、初期の「ラ・ママ新人コント大会」にて活躍。また「LIVE笑ME!!」（日本テレビ）ではSET隊・爆笑問題・テンションらに続いて4代目チャンピオンに輝くなど、数多くのお笑い番組やテレビドラマなどに出演していたが、1992年に解散した。

## 出演

### テレビ
- 冗談画報2（1989年10月23日、フジテレビ）
- LIVE笑ME!!（日本テレビ）※4代目チャンピオン
- 輝け!年末お笑い総決算（1989年12月29日、TBSテレビ）
- 第23回初詣!爆笑ヒットパレード（1990年1月1日、フジテレビ）
- ニッポンお笑い最前線（1990年8月26日、NHK総合）
- 輸入松茸大放出記念 第4回ビートたけしのお笑いウルトラクイズ（1990年9月30日、日本テレビ）
- 全米放映権獲得記念 第5回ビートたけしのお笑いウルトラクイズ（1991年1月1日、日本テレビ）
- TVマンモス（日本テレビ）[3]
- タモリ倶楽部（1991年5月17日・24日、テレビ朝日）『人力舎ギャグ100連発!』
- トライアルTV「クイズ・ターンオーバー」-スポーツする新クイズ&ゲーム-（1991年5月24日、NHK総合）
- 流行笑會（CBCテレビ）
- 水着でKISS ME（テレビ東京）

### テレビドラマ
- ハートに火をつけて!（1989年、フジテレビ）※前田のみ
- 東京ストーリーズ（1990年9月3日、フジテレビ）第41話『恋の熱帯低気圧』
- 101回目のプロポーズ（1991年、フジテレビ）※前田のみ
- 映画みたいな恋したい（1991年11月9日、テレビ東京）『13日の金曜日・完結編』※前田のみ

### 映画
- 波の数だけ抱きしめて（1991年、東宝）

## 参加作品

### CD
- P-FREAKS HOUR『ヤマアラシとその他の変種』（1990年9月27日、TOCT-5751）
  - コントと楽曲が収録された、スネークマンショー形式のコンピレーションアルバム。2007年11月23日に再発（BRIDGE-111）。
  - 総合プロデュースはケラリーノ・サンドロヴィッチ、音楽プロデュースは鈴木慶一。9曲目にZ-BEAMのコント「崩れた二人」が収録されている。